# Childebert II.
Childebert II. (570? – březen 596) byl franský král z dynastie Merovejců. Od roku 575 až do své smrti v březnu 596 byl králem Austrasie, od roku 592 také burgundský král, kde coby adoptivní syn nahradil svého strýce Guntrama. Jeho otec byl franský král Sigibert I., matkou královna Brunhilda.

## Životopis
Když byl jeho otec v roce 575 na příkaz Chilperichovy manželky, královny Fredegundy zavražděn, byl jedním z věrných sluhů potají převezen z Paříže do Met. V Metách byl pak v pouhých pěti letech korunován králem Austrasie. V době nezletilosti byla jeho regentkou jeho matka Brunhilda, která vedla boj o moc s austrasiánskou šlechtou, přičemž si dokázala udržet dominantní postavení, dokud v roce 585 Childebert nedospěl.
V roce 587 s pomocí strýce Guntrama potlačil vzpouru vévodů Rauchinga, Ursia a Berthefrieda. Zároveň se zmocnil hradu ve Woëvre. Během života pak odolal několika atentátům, které na něho organizovala Chilperichova manželka, královna Fredegunda, která chtěla pro svého syna Chlothara II. získat Burgundsko, Guntramovo dědictví. Childebert II. měl dobré vztahy s Byzantskou říší a při několika příležitostech se jménem císaře Maurikia účastnil bojů proti Langobardům. S Guntramem pověřil irského mnicha svatého Kolumbána, aby založil klášter Luxeuil a další dva kláštery v srdci Vosges. Se svými mnichy pracoval v různých misích a nadacích Franské říše. V roce 587 byl Childebert Andelotskou smlouvou uznán jako Guntramův dědic, proto po jeho smrti v roce 592 anektoval burgundské království. Dokonce uvažoval zmocnit se i Chlotharových statků v Neustrii a stát se jediným králem Franské říše. Jeho snaha o získání moci nad celou říší skončila v roce 596, kdy byl spolu se svou manželkou Faileubou otráven. S Faileubou měl dva syny, starší syn Theudebert II. zdědil království Austrasie s hlavním městem Mety, mladší syn Theuderich II. získal království Orléans.